# Vektor R4
O Vektor R4 é um fuzil de assalto 5,56×45mm projetado em 1979 com base no fuzil IMI Galil. Entrou em serviço como fuzil de serviço padrão da Força de Defesa da África do Sul (SADF) em 1980. O R4 substituiu o R1, uma variante do FN FAL 7,62×51mm. Foi produzido pela Lyttelton Ingenieurswerke (LIW), agora Denel Land Systems.
É uma variante licenciada do fuzil de assalto israelense IMI Galil com diversas modificações; tanto a coronha quanto o carregador agora são feitos de um polímero de alta resistência e a coronha foi alongada, adaptando a arma para o soldado sul-africano médio. Outras diferenças detalhadas incluem a ausência de alça de transporte no R4 e uma série de melhorias feitas em seu mecanismo operacional interno.

## Atualização
A DLS introduziu modelos refabricados do R4, R5, R6 que possuem trilhos Picatinny. A DLS também introduziu lança-granadas, empunhaduras e outros acessórios sob o cano.

## Variantes

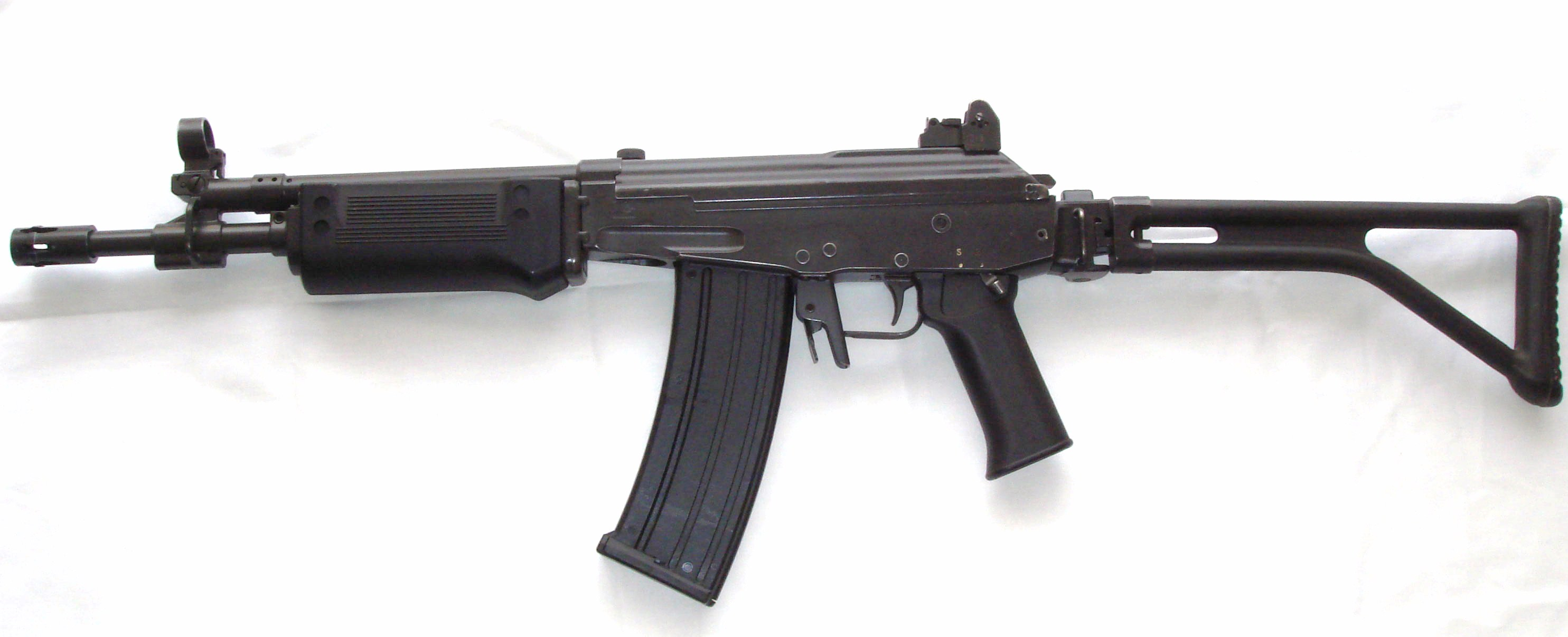
A LM5, uma versão semiautomática da carabina R5

A Marinha da África do Sul, a Força Aérea da África do Sul, o Serviço de Saúde Militar da África do Sul e o Serviço de Polícia da África do Sul adotaram uma versão carabina do Galil SAR 5,56 mm, que foi fabricada sob licença como R5. A R5, quando comparada ao R4 maior, possui cano 130 mm mais curto, além de sistema de gás e guarda-mão mais curtos. Não possui bipé e o quebra-chamas não suporta granadas de bocal.
Na década de 1990, uma variante de arma de defesa pessoal (PDW) ainda mais compacta do R5 foi desenvolvida para tripulações de veículos blindados, designada R6, que tem um cano ainda mais reduzido e um cilindro de gás e conjunto de pistão encurtados. Isso reduziu o comprimento do cano para 279 mm.
Denel desenvolveu protótipos para o R7 e R8, uma metralhadora leve, com cano pesado, e uma Micro-Galil produzida localmente, respectivamente, mas não está claro se estes entraram em produção.
LIW/DLS também introduziu uma linha de variantes semiautomáticas do R4, R5 e R6 chamadas LM4, LM5 e LM6 respectivamente, construídas para usuários civis e policiais. Os fuzis foram comercializados pela Musgrave, com a joint venture entre Lyttelton e Musgrave conferindo o prefixo "LM" do fuzil.
| Fuzil R4                  | 1.005 mm coronha estendida 740 mm coronha dobrada | 460 mm | 4,3 kg | 650–700 tiros por minuto |
| Carabina R5               | 877 mm coronha estendida 615 mm coronha dobrada   | 332 mm | 3,7 kg | 650–700 tiros por minuto |
| Arma de defesa pessoal R6 | 805 mm coronha estendida 565 mm coronha dobrada   | 280 mm | 3,6 kg | 585 tiros por minuto     |

## Operadores
- Burundi: Rebeldes do Burundi[8]
- República Centro-Africana[9][10]
- Essuatíni: Polícia de Essuatíni[11]

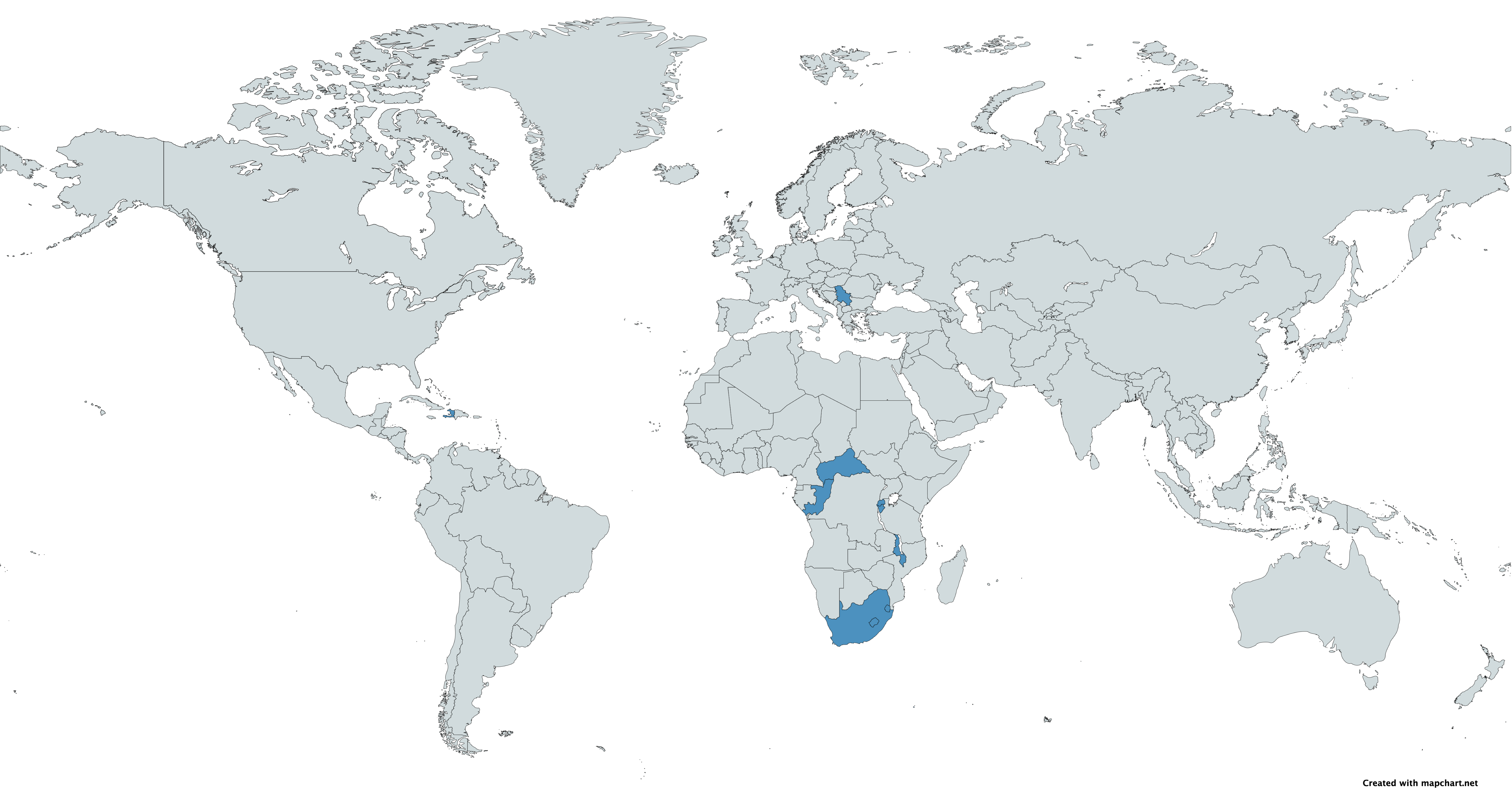
Um mapa com operadores do Vektor R4 em azul

- Haiti: Usado pelas Forças Armadas do Haiti e pela Polícia Nacional do Haiti[12]
- Lesoto[13]
- Malawi: Serviço de Polícia do Malawi.[14]
- República do Congo: 15.900 R4/R5 foram entregues às forças de segurança congolesas em 1996 e 1997.[15]
- Ruanda: Importado para uso no Exército Nacional de Ruanda em 1992.[16] Alguns capturados pela Frente Patriótica de Ruanda.[17]
- Sérvia: Utilizado pela Brigada Especial[18] e pelo SAJ.[19]
- África do Sul: Fuzil padrão da Força Nacional de Defesa da África do Sul. A carabina R5 compacta é popular entre a polícia e unidades de resposta especial.[20]